# Liam Neeson
 Liam John Neeson OBE (sinh ngày 7 tháng 6 năm 1952) là một diễn viên tới từ Bắc Ireland. Ông đã từng được đề cử giải Oscar, giải BAFTA và 3 giải Quả Cầu Vàng. Ông từng tham gia đóng vai chính đáng chú ý bao gồm Oskar Schindler trong Schindler's List, Michael Collins trong Michael Collins, Peyton Westlake trong Darkman, Jean Valjean trong Những người khốn khổ, Qui-Gon Jinn trong Chiến tranh giữa các vì sao: Tập I – Hiểm họa bóng ma và một tập phim của Star Wars: The Clone Wars, Alfred Kinsey trong Alfred Kinsey, Ra's al Ghul trong Batman Begins và The Dark Knight Rises cũng như lồng tiếng cho nhân vật Aslan trong loạt phim The Chronicles of Narnia. Đồng thời ông cũng tham gia nhiều bộ phim khác đáng chú ý của Hollywood như Excalibur, The Dead Pool, Nell, Rob Roy, The Haunting, Love Actually, Kingdom of Heaven, Taken, Clash of the Titans, The A-Team, Unknown.
Neeson sinh tại Ballymena, hạt Antrim, Bắc Ailen và theo học tại trường Cao đẳng Saint Patrick's College, Cao đẳng kỹ thuật Ballymena, và Queen's University Belfast.Ông đã chuyến đến thủ đô Dublin sau khi tốt nghiệp đại học để tiếp tục theo đuổi nghiệp diễn viên, ông tham gia làm việc tại nhà hát lừng danh Abbey Theatre. Đầu những năm 90, ông một lần nữa chuyển đến Mỹ, nơi ông đạt được thành công lớn trong sự nghiệp của mình với vai diễn Oskar Schindler trong phim Schindler's List và trở nên nổi tiếng. Vợ ông đã mất và hiện ông đang sống ở New York cùng hai con trai của mình.

## Tiểu sử
Neeson sinh 07 tháng 6 năm 1952 tại Ballymena, hạt Antrim, Bắc Ailen là con của Katherine Kitty (họ khai sinh là Brown), một người nội trợ và Bernard "Barney" Neeson, quản gia của một trường tiểu học Công giáo của địa phương (Ballymena Boys All Saints Primary School). Liam là tên gọi trong tiếng Ailen của William. Ông là con thứ ba trong gia đình và là con trai duy nhất trong bốn chị em. Những người chị của ông là Elizabeth, Bernadette, và Rosaline. Lên 9 tuổi, Liam bắt đầu tập Quyền anh tại All Saints Youth Club và sau đó đạt chức vô địch của giải Quyền anh nghiệp dư Ulster. Năm 11 tuổi, Liam bắt đầu bước lên sân khấu, giáo viên trong trường đã giao cho Liam vai chính trong một vở kịch của trường, ông đã chấp nhận vai diễn vì cô gái mà ông thích cũng tham gia diễn trong vở kịch đó. Từ đó ông tham gia diễn nhiều lần nữa trong các vở kịch của trường. Liam bị thu hút bởi các vai diễn và ông quyết định trở thành diễn viên và bị ảnh hưởng bởi mục sư Ian Paisley, mục sư của nhà thờ mà có lần Liam lẻn vào. Ông đã nói về Ian Paisley như sau:" He had a magnificent presence and it was incredible to watch this six foot-plus man just bible-thumping away...It was acting but it was also great acting and stirring too. Năm 1971, Liam trúng tuyển vào ngành vật lý và khoa học máy tính của đại học Queen's University Belfast ở Belfast trước khi ông làm việc tại Guinness - một thương hiệu bia đen nổi tiếng của Ailen. Liam cũng là một tài năng bóng đá khi ông còn học Đại học. Tài năng của Liam được phát hiện bởi Seán Thomas của Bohemian F.C, một câu lạc bộ bóng đã thử nghiệm của Dublin. Tuy nhiên ông chỉ chơi một trận duy nhất khi thay thế cho Shamrock Rovers và không nhận được đề nghị về một hợp đồng lâu dài.

## Sự nghiệp

### 1978 - 1999
Sau khi tốt nghiệp Đại học, Liam trở về Ballymena và làm việc bình thường, như là làm người điều khiển thang máy hoặc làm tài xế xe tải. Ông cũng tham gia khóa đào tạo giáo viên cao đẳng tại Newcastle trong 2 năm trước khi trở về thành phố quê hương mình. Năm 1976, Liam gia nhập nhà hát Lyric Player's Theatre ở Belfast, nơi ông làm việc 2 năm. Liam có được kinh nghiệm đầu tiên của mình trong nghề diễn viên là khi ông được đóng vai Jesus Christ và Người truyền giáo trong một bộ phim về tôn giáo là Pilgrim's Progress của đạo diễn Ken Anderson. Năm 1978, ông đến Dublin theo lời đề nghị tham gia một dự án của Trung tâm dự án Nghệ thuật. Đó là vở kịch Ron Hutchinson's "Says I, Says He", một vở kịch nói về những rắc rối đương thời ở Bắc Ailen. Liam có tham gia thêm vài sản phẩm của dự án này và sau đó gia nhập nhà hát Abbey. Năm 1980, John Boorman một nhà làm phim nhìn thấy Liam trên sân khấu, đóng vai trò là Lennie Small trong Of Mice and Men, đã mời ông vào vai Sir Gawain trong bộ phim sắp tới về Arthurian là Excalibur. Sau Excalibur, Liam tới Luân Đôn và tiếp tục đứng trên sân khấu, tham gia một vài phim kinh phí thấp và các chương trình truyền hình. Trong thời gian này, ông đã chung sống với nữ diễn viên Helen Mirren, người mà ông đã làm việc chung khi tham gia đóng Excalibur. Giữa những năm 1982-1987, Liam đóng năm bộ phim, trong đó đáng chú ý là các bộ phim đóng với Mel Gibson và Anthony Hopkins trong The Bounty (1984) and Robert De Niro và Jeremy Irons trong The Mission (1986). Ông cũng xuất hiện với vai trò là khách mời trong loạt phim truyền hình Miami trong năm 1986.
Năm 1987, Liam Neeson đã đưa ra một quyết định nghiêm túc là chuyển đến Hollywood để nhận được những vai diễn lớn hơn. Trong năm đó, ông đã tham gia diễn xuất bên cạnh Cher và Dennis Quaid trong Suspect. Đó là vai diễn rất quan trọng với Liam, nhưng phải đến năm 1990, ông mới giành được sự chú ý của công chúng với vai diễn trong Darkman, mặc dù bộ phim thành công nhưng vai trò của Liam Neeson trong phim vẫn không được công nhận. Năm 1993, ông tham gia bộ phim Ellis Island với tư cách là đồng diễn viên chính cùng với người mà sau này là vợ ông, diễn viên Natasha Richardson (đóng vai Anna Christie), (họ cũng đã làm việc với nhau trong Nell, phát hành năm sau. Ông cũng thể hiện bài hát của Van Morrison "Coney Island" trong album tưởng nhớ Van Morrison năm 1994 - No Prima Donna: The Songs of Van Morrison. Bài hát này cũng được phát hành với phiên bản của chính Liam Neeson.
Đạo diễn lừng danh Steven Spielberg, ấn tượng với diễn xuất của ông trong Nell, đã đề nghị với ông vai diễn Oskar Schindler trong phim Schindler's List, một bộ phim nói về Holocaust. Vai diễn của ông được đánh giá rất cao, và đã nhận được đề cử cho giải Oscar ở mục Diễn viên xuất sắc nhất. Nhưng giải thưởng này đã thuộc về Tom Hanks với bộ phim Philadelphia. Liam Neeson cũng giành được đề cử cho giải BAFTA và giải Quả Cầu Vàng với Schindler's List. Bộ phim Schindler's List đã đưa tên tuổi của Liam Neeson trở thành một trong những diễn viên hàng đầu. Sau đó ông đóng vai chính trong hai bộ phim nữa là Rob Roy (1995) và Michael Collins(1996). Sau đó Liam đã được đề cử giải Quả Cầu Vàng và chiến thắng tại liên hoan phim Venice. Ông cũng tham gia thể hiện vai Jean Valjean trong tác phẩm kinh điển Những người khốn khổ của Victor Hugo năm 1998 và vai tiến sĩ David Marrow trong The Haunting năm 1999.

### Star Wars
Năm 1999, Neeson đóng vai Sư phụ Jedi Qui-Gon Jinn, trong phim Chiến tranh giữa các vì sao "Tập I: Phantom Menace của đạo diễn George Lucas. Đó là bộ phim Star Wars đầu tiên được phát hành trong 16 năm, và được sự quan tâm khá lớn từ giới truyền thông. Cơ duyên của Liam Neeson với Star Wars bắt đầu khi ông đang ở Belfast. Ông đã nói với Ricki Lake: Tôi thậm chí sẽ chẳng bao giờ nhận được vai nếu không có lời khuyên của Peter King trong một cuộc gặp ở Lyric. "The Phantom Menace" đã đạt được thành công lớn và lợi nhuận không hề nhỏ bất chấp thời kỳ lạm phát. Giọng nói của Qui-Gon Jinn được thể hiện bởi Liam Neeson cũng được đưa vào trong Star Wars Episode II: Attack of the Clones. Ông cũng được đề nghị xuất hiện trong Star Wars Episode III: Revenge of the Sith (2005) với vai một Bóng ma thần lực, nhưng ông đã không thể tham gia vì một tai nạn xe máy và vai trò của Qui-Gon Jinn chỉ được nhắc tới trong phim. Năm 2011, ông đã xuất hiện trở lại với vai trò lồng tiếng cho Qui-Gon trong loạt phim hoạt hình truyền hình Star Wars: The Clone Wars.

### Từ 2001 - nay
Neeson là người dẫn cho bộ phim tài liệu Journey Into Amazing Caves and The Endurance: Shackleton's Antarctic Adventure năm 2001. Năm sau, ông được đề cử giải thưởng có tên Tony Arward (giải thưởng ghi nhận đóng góp của những cá nhân cho nhà hát Broadway) cho vai diễn của mình bên cạnh Laura Linney trong The Crucible. Năm 2002, ông đã hợp tác với Harrison Ford trong bộ phim K-19: The Widowmaker, một bộ phim của nữ đạo diễn Kathryn Bigelow, trong phim này ông thủ vai thuyền trưởng Mikhail Polenin, cùng năm đó ông tham gia một phim của đạo diễn danh tiếng Martin Scorsese là The Gangs of New York, bên cạnh các diễn viên Leonardo DiCaprio, Daniel Day Lewis và Cameron Diaz. Với vai diễn Alfred Kinsey trong Kinsey, Liam Neeson đã được đề cử cho giải Quả Cầu Vàng, nhưng đã mất vào tay Leonardo DiCaprio với vai diễn phi công triệu phú trong The Aviator. Năm 2005, Liam Neeson đóng vai Godfrey of Ibelin trong bộ phim sử thi của Riddley Scott: Kingdom of Heaven, vai Ras' al Ghul, một nhân vật phản diện trong Batman Begins, cũng như Cha Bernard, trong một bộ phim của Neil Jordan, bộ phim chuyển thể từ cuốn tiểu thuyết cùng tên của Patrick McCabe: Breakfast on Pluto. Cũng trong năm 2005, ông đã tham gia lồng tiếng cho nhân vật sư tử Aslan trong bộ phim giả tưởng bom tấn The Chronicles of Narnia: the Lion, the Witch and the Wardrobe. Trong năm sau đó, ông một lần nữa làm người dẫn cho bộ phim tài liệu Black Holes: the other side of Infinity. Sau 2 năm khá yên ắng trong sự nghiệp của mình, ông đã tham gia bộ phim Taken (2008), một bộ phim đã đưa ông trở lại với công chúng và là đánh dấu cho những nỗ lực của ông ở Hollywood. Năm 2007, Liam đóng vai chính trong bộ phim lịch sử về cuộc nội chiến của Mỹ Seraphim Falls cùng các diễn viên Pierce Brosnan và Anjelica Huston. Giọng nói của Liam Neeson cũng được đưa vào loạt video game Fallout 3, trong đó giọng nói của ông được lồng cho cha của nhân vật chính, James. Nhà sản xuất Fallout Todd Howard đã nhận xét: Giọng nói của Liam Neeson đã in vào tâm trí và tạo nên những giai điệu cho chính trò chơi. Fallout 3 là phần thứ ba của seri video game Fallout, nó đã được các nhà phê bình game đánh giá cao và đã bán được 4,7 triệu bản tính cho đến cuối năm 2008.
Trong bộ phim tài liệu nói về bộ phim Transformer 2007, đạo diễn Michael Bay nói rằng Liam Neeson đã là nguồn cảm hứng để ông tạo nên hình ảnh và ngôn ngữ cơ thể cho nhân vật người máy Prime Optimus. Neeson đã thủ vai Allistair Little, trong phim Five Minutes of Heaven, bộ phim dài tập thuộc đài BBC Bắc Ailen, bộ phim kể lại một câu chuyện có thật về một người đàn ông theo Đạo Tin Lành bị kết tội giết hại một cậu bé Công giáo. Bộ phim Taken năm 2008 của Pháp, ông tham gia cùng với các diễn viên Famke Janssen và Maggie Grace. Bộ phim được viết kịch bản bởi Luc Besson và Robert Mark Kamen và đạo diễn bởi Pierre Morel. Trong phim, Liam Nesson vào vai một nhân viên ưu tú của Cục tình báo Trung ương đã nghỉ hưu trong hành trình đi giải cứu cô con gái khỏi tay bọn buôn bán phụ nữ làm nô lệ tình dục khi cô bé đang đi du lịch ở Pháp. Bộ phim có doanh thu $223.882.658 trên toàn thế giới, nhiều hơn ngân sách ban đầu của bộ phim gần $200.000.000. Ông cũng tham gia diễn xuất trong bộ phim tâm lý - kinh dị mang tên After Life bên cạnh Justin Long và Christina Ricci. Ông còn là người lồng tiếng cho bộ phim hoạt hình của Hayao Miyazaki mang tên Hoyo on the Cliff by the Sea. Bộ phim được phát hành tháng 8 năm 2009. Năm 2010, ông đóng vai thần Zeus, trong bộ phim Clash of Titans, trong phiên bản làm lại của bộ phim cùng tên năm 1981, cùng với các diễn viên Sam Worthington và Ralph Fiennes. Bộ phim khá thành công và đã đạt được doanh thu $475,000,000 trên toàn thế giới. Cùng năm đó, ông đóng vai Đại tá John "Hannibal" Smith trong một phụ bản của bộ phim truyền hình nhiều tập The A-Team.
Năm 2010, Liam Neeson một lần nữa lồng tiếng cho nhân vật sư tử Aslan trong bộ phim The Chronicles of Narnia: The Voyage of the Dawn Treader. Ông đã tuyên bố: Aslan symbolises a Christlike figure, but he also symbolises for me Mohammed, Buddha and all the great spiritual leaders and prophets over the centuries (Tạm dịch: Aslan như là biểu tượng của Chúa, nhưng cũng có thể là biểu tượng của đấng tiên tri Mohammed, của Đức Phật, và của những niềm tin về giá trị tinh thần qua hàng thế kỷ). Điều này đã làm thất vọng một số người yêu thích loạt phim này, những người cho rằng bộ phim đã thay những điều mà tác giả muốn người sau kế thừa bằng các quan điểm có tính chính trị. Năm 2011, Liam Neeson tham gia bộ phim Unknown, một bộ phim hợp tác giữa Anh - Đức và Mỹ, dựa trên một cuốn sách của Pháp. Bộ phim được chiếu đầu năm 2010 ở Đức, nhưng khi đó bộ phim bị so sánh với Taken, một bộ phim khác của Liam được làm ở Pháp. Bất chấp những phê bình trái chiều của những nhà phê bình, bộ phim đã đạt được doanh thu khá lớn tại Mỹ.
Neeson một lần nữa tái hợp với đạo diễn Steven Spielberg, ông đóng vai Abraham Lincoln trong bộ phim dựa trên cuốn sách Team of Rivals của Doris Kearn Goodwin. Để chuẩn bị cho vai diễn này, Liam Neeson đã đến thăm Washington, D.C., Springfield, Illinois, nơi Abraham Lincoln đã từng sống cũng như đã đọc các bức thư của chính Lincoln. Ông cũng đến thăm nhà hát Ford's Theatre, nơi vị Tổng thống này bị ám sát. Tuy nhiên vào tháng 7 năm 2010, ông từ chối nhận vai và được thay thế bởi Daniel Day-Lewis. Đạo diễn Lee Daniels đã xác nhận rằng Liam Neeson sẽ đảm nhận vai Tổng thống Mỹ Lyndon B. Johnson trong phim Selma, bộ phim nói về Martin Luther King, Jr. Trong bộ phim mới về Batman là Dark Knight Rises, ông một lần nữa đảm nhận vai Ras'al Ghul, còn diễn viên Josh Spence sẽ đóng vai Ras'al Ghul thời trẻ. Liam cho biết trailer đầu tiên của phim sẽ được ra mắt vào tháng 7 năm nay.

## Đời tư
Neeson kết hôn với nữ diễn viên Natasha Richardson tháng 7 năm 1994, vợ ông mất ngày 18 tháng 9 năm 2009 một tai nạn bất ngờ trong lần trượt tuyết tại Mont Tremblant Resort, Quebec, Canada. Liam Neeson và Natasha Richardson có hai con trai, Michael và Daniel. Daniel đang theo học trường Fordham Preporatory ở Bronx, New York. Liam Neeson hiện đang sống ở Millbrook, New York. Tháng 8 năm 2004, ông cùng vợ đã mua thêm 16 acres (khoảng 6,4 mẫu Anh) đất bên cạnh biệt thự của mình. Neeson cũng đã từng nghiện thuốc lá nặng, nhưng đã cai thuốc lá sau này. Khi nhận vai John Hannibal Smith, ông đã băn khoăn về việc hút xì-gà, trong khi ông đã cai thuốc lá nhưng hình ảnh điếu xì-gà lại là đặc điểm lý thú của nhân vật John Hannibal Smith. Sau cùng, ông quyết định nhận vai và cố giữ nguyên nét đặc trưng này cho nhân vật. Tháng 8 năm 2009, Neeson khi tham gia chương trình của đài ABC's Goodmorning America, đã chia sẻ rằng ông đã trở thành công dân Hoa Kỳ sau khi nhập quốc tịch. Neeson là một fan của Liverpool F.C., một đội bóng của Anh. Tháng 3 năm 2011, ông được chỉ định làm Đại sứ thiện chí của UNICEF.

## Giải thưởng
Liam được nữ hoàng Elizabeth II phong tước Sĩ quan của Đế Chế Anh (OBE) năm 1999. Ông cũng được tổ chức The American Ireland Fund vinh danh vì những đóng góp về nghệ thuật của ông với đất nước Ailen tại Dinner Gala diễn ra ở New York năm 2008.

## Các phim đã tham gia
| Năm  | Phim                                                           | Vai diễn                  | Lưu ý |
| ---- | -------------------------------------------------------------- | ------------------------- | --- |
| 1978 | Pilgrim's Progress                                             | Evangelist và Giê-su      | |
| 1979 | Christiana                                                     | Greatheart                | |
| 1981 | Excalibur                                                      | Gawain                    | |
| 1982 | Merlin and the Sword                                           | Grak                      | alternate title Arthur the King |
| 1983 | Krull                                                          | Kegan                     | |
| 1984 | The Bounty                                                     | Charles Churchill         | |
| 1984 | Ellis Island                                                   | Kevin Murray              | TV mini-series |
| 1985 | Lamb                                                           | Michael Lamb              | |
| 1986 | The Mission                                                    | Fielding                  | |
| 1986 | Duet for One                                                   | Totter                    | |
| 1987 | Suspect                                                        | Carl Anderson             | |
| 1987 | A Prayer for the Dying                                         | Liam Docherty             | |
| 1988 | Satisfaction                                                   | Martin Falcon             | |
| 1988 | High Spirits                                                   | Martin Brogan             | |
| 1988 | The Dead Pool                                                  | Peter Swan                | |
| 1988 | The Good Mother                                                | Leo Cutter                | |
| 1989 | Next of Kin                                                    | Briar Gates               | |
| 1990 | Darkman                                                        | Peyton Westlake/Darkman   | Nominated — Saturn Award for Best Actor |
| 1990 | The Big Man                                                    | Danny Scoular             | |
| 1991 | Under Suspicion                                                | Tony Aaron                | |
| 1992 | Husbands and Wives                                             | Michael Gates             | |
| 1992 | Leap of Faith                                                  | Will                      | |
| 1992 | Shining Through                                                | Franz-Otto Dietrich       | |
| 1993 | Ethan Frome                                                    | Ethan Frome               | |
| 1993 | Ruby Cairo                                                     | Dr. Fergus Lamb           | released on video as Deception |
| 1993 | Schindler's List                                               | Oskar Schindler           | Chicago Film Critics Association Award for Best Actor Nominated — Academy Award for Best Actor Nominated — BAFTA Award for Best Actor in a Leading Role Nominated — Golden Globe Award for Best Actor – Motion Picture Drama Nominated — London Film Critics Circle Award for Best Actor |
| 1994 | Nell                                                           | Dr. Jerome 'Jerry' Lovell | |
| 1995 | Rob Roy                                                        | Robert Roy MacGregor      | |
| 1996 | Michael Collins                                                | Michael Collins           | Evening Standard British Film Award for Best Actor Volpi Cup Nominated — Golden Globe Award for Best Actor – Motion Picture Drama |
| 1996 | Before and After                                               | Ben Ryan                  | |
| 1998 | Les Misérables                                                 | Jean Valjean              | |
| 1998 | Everest                                                        | Narrator                  | |
| 1999 | The Haunting                                                   | Dr. David Marrow          | |
| 1999 | Star Wars Episode I: The Phantom Menace                        | Qui-Gon Jinn              | Nominated — Saturn Award for Best Actor |
| 2000 | Gun Shy                                                        | Charlie Mayo              | |
| 2000 | The Endurance: Shackleton's Legendary Antarctic Expedition     | Narrator                  | |
| 2001 | Journey into Amazing Caves                                     | Narrator                  | |
| 2002 | K-19: The Widowmaker                                           | Mikhail Polenin           | |
| 2002 | Gangs of New York                                              | 'Priest' Vallon           | |
| 2002 | Star Wars Episode II: Attack of the Clones                     | Qui-Gon Jinn              | voice only, uncredited |
| 2002 | Evolution: What About God?                                     | Narrator                  | |
| 2003 | Love Actually                                                  | Daniel                    | Nominated — Phoenix Film Critics Society Award for Best Cast |
| 2003 | Coral Reef Adventure                                           | Narrator                  | |
| 2004 | Kinsey                                                         | Alfred Kinsey             | Irish Film Awards – Best Actor Film Los Angeles Film Critics Association Award for Best Actor Nominated — Golden Globe Award for Best Actor – Motion Picture Drama Nominated — Independent Spirit Award for Best Lead Male Nominated — London Film Critics Circle Award for British Actor of the Year Nominated — Satellite Award for Best Actor - Motion Picture Drama Nominated — Vancouver Film Critics Circle Award for Best Actor |
| 2005 | The Simpsons                                                   | Father Sean               | voice ("The Father, the Son, and the Holy Guest Star") |
| 2005 | Kingdom of Heaven                                              | Godfrey of Ibelin         | |
| 2005 | Batman Begins                                                  | Henri Ducard/Ra's al Ghul | Nominated — Saturn Award for Best Supporting Actor |
| 2005 | Breakfast on Pluto                                             | Father Liam               | |
| 2005 | The Chronicles of Narnia: The Lion, the Witch and the Wardrobe | Aslan                     | voice |
| 2007 | Seraphim Falls                                                 | Carver                    | |
| 2007 | The Birth of Christ                                            | Narrator                  | |
| 2008 | The Chronicles of Narnia: Prince Caspian                       | Aslan                     | voice |
| 2008 | The Other Man                                                  | Peter                     | |
| 2008 | Fallout 3                                                      | James (Dad)               | Video game (voice) |
| 2008 | Taken                                                          | Bryan Mills               | |
| 2009 | Five Minutes of Heaven                                         | Alistair Little           | Nominated — Irish Film & Television Award for Actor in a Lead Role (Television) |
| 2009 | Ponyo                                                          | Fujimoto                  | voice (English dub; original Japanese version 2008) |
| 2009 | After.Life                                                     | Eliot                     | |
| 2009 | Chloe                                                          | David                     | |
| 2010 | Clash of the Titans                                            | Zeus                      | |
| 2010 | Black Holes: The Other Side of Infinity                        | Narrator                  | |
| 2010 | The A-Team                                                     | John "Hannibal" Smith     | |
| 2010 | The Chronicles of Narnia: The Voyage of the Dawn Treader       | Aslan                     | voice |
| 2010 | The Next Three Days                                            | Damon Pennington          | |
| 2010 | The Wildest Dream                                              | Narrator                  | |
| 2011 | Unknown                                                        | Dr. Martin Harris         | |
| 2011 | Star Wars: The Clone Wars                                      | Qui-Gon Jinn              | Special Guest Voice, Season Three episodes Overlords and Ghosts of Mortis |
| 2012 | The Grey                                                       | Ottoway                   | |
| 2012 | Wrath of the Titans                                            | Zeus                      | |
| 2012 | Taken 2                                                        | Bryan Mills               | |
| 2012 | Battleship                                                     | Admiral Shane             | |
| 2012 | The Dark Knight Rises                                          | Ra's al Ghul              | |
| 2014 | Taken 3                                                        | Bryan Mills               | |
| 2014 | Non-stop                                                       | Bill Marks                | |
| 2014 | A Walk Among the Tombstones                                    | Matthew Scudder           | |
| 2015 | Run All Night                                                  | Jimmy Collon              | |